# Le Suquet
Pour les articles homonymes, voir Suquet.
Le Suquet (/sykɛ/, « tertre » en occitan), parfois nommé Mont-Chevalier, est le plus ancien quartier de Cannes, sa « vieille ville », située sur une colline à l'ouest de la baie, au-dessus du Vieux-Port.

## De la préhistoire à la période moderne

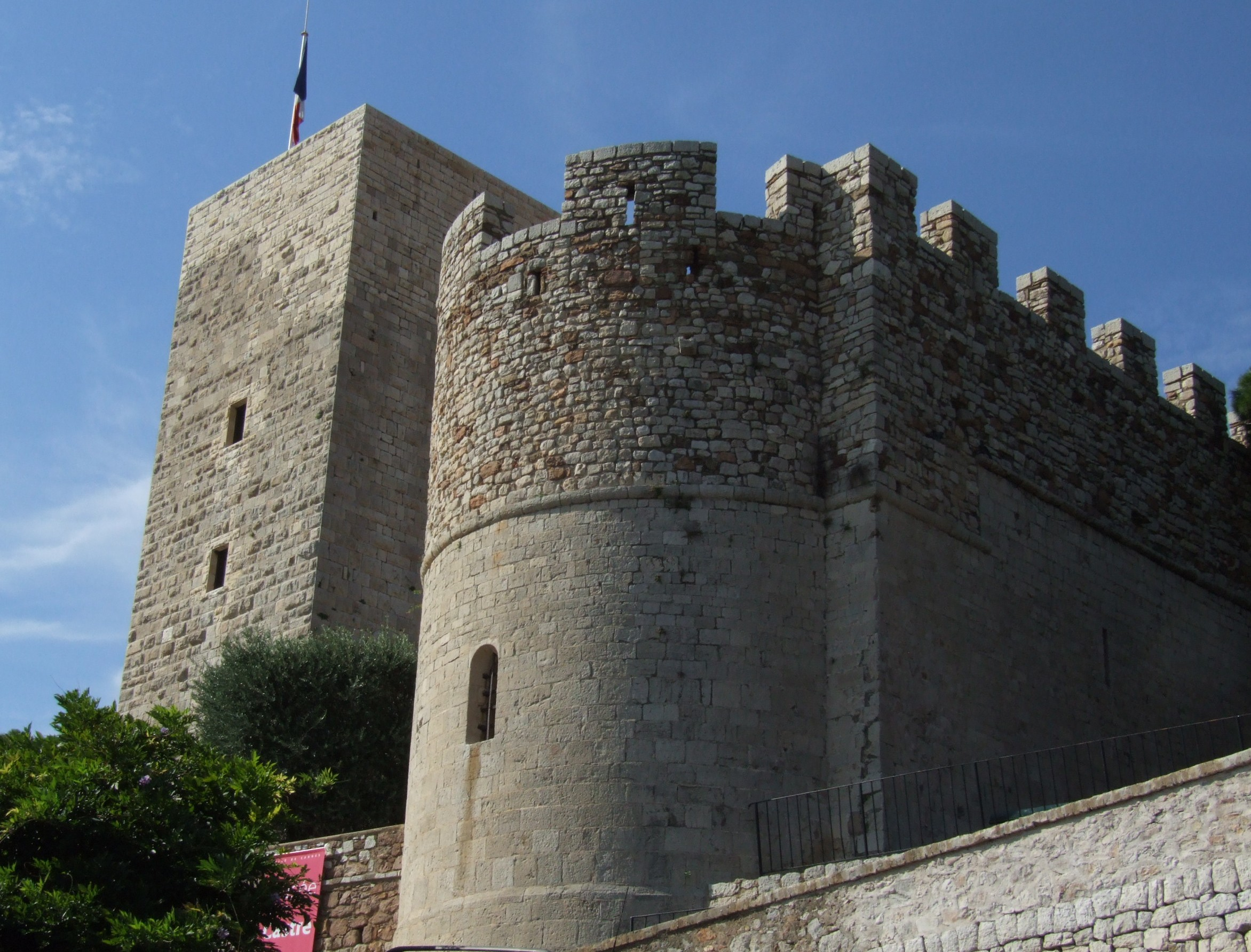
La chapelle fortifiée du château médiéval et la tour du XIe siècle.

La colline du Suquet est à l'origine de la ville de Cannes. Dès l'Antiquité des peuplades ligures occupent le site, qui constitue une position stratégique, pour y installer un oppidum dominant à la fois la baie et l'intérieur des terres. Culminant à 66 m, c'est ce lieu élevé de peuplement originel qui donnera son nom à la commune, le terme ligure Canoa signifiant « hauteur » ou « piton ».
Au Moyen Âge, le pouvoir des comtes de Provence s'appuie sur les fortifications qui servent autant à se garantir d'attaques venues de la mer qu'à montrer sa puissance aux populations et à la noblesse locale, peu enclines à accepter l'ordre féodal. Parmi ces places fortes, se trouve, au sommet de la colline du Suquet, un Castellum Marcellini (« château de Marcellin »). Guillaume Ier le Libérateur, après sa reprise en main du comté de Provence, donne, en 960, ce qui n'était encore qu'un très modeste castrum à Rodoard, chef d'une branche de la puissante famille de la maison de Grasse, avec le fief d’Antibes dont Cannes fait partie, en récompense de sa fidélité.
Vers l’an 1030, Guillaume-Gruette, fils aîné de Rodoard, entre dans les ordres et cède une partie de ses terres à l’abbaye de Lérins. L'acte de donation est en même temps l'acte de création du territoire qui deviendra la commune de Cannes. Il fait mention d'un château sur la colline du Suquet, au centre d'une nouvelle agglomération qui se développe,,. L'acte de 1030 fait encore référence à un port qui n’était en réalité qu’une plage. On peut lire : De Portu Canue, forme la plus authentique, provenant du mot ligure Canoa signifiant « hauteur » ou « piton » et se rapportant au lieu antique d’occupation humaine sur la colline du Suquet.
Vers 1080, l'abbé de Lérins Aldebert II entreprend la construction de la grande tour du Suquet pour mettre le site à l'abri des attaques des corsaires et des sarrasins. En 1131, la donation est confirmée par le comte de Provence, acte que le pape scellera lui-même. « Le Comte déclare notre cité libre et exempte de toutes charges. Elle est devenue une terre « franche ». Cela veut dire qu’elle n’a pas à payer les taxes ni les impôts comtaux… elle paiera les autres. ». Un système de signalisation par des feux entre la tour du monastère fortifié de l'abbaye de Lérins et celle du Suquet est installé en 1327. La tour du Suquet n'est terminée que trois siècles plus tard en 1365 par l'abbé Jean de Thornafort. Avec ses vingt deux mètres de hauteur, elle permet de surveiller la rade de Cannes.
En 1178, le Castellum Marcellini prend l'appellation de Castellum Francum (château franc). On voit se développer un véritable habitat féodal avec un château, des maisons, un hôpital, des églises dont Notre-Dame-du-Puy qui, après la construction de Notre-Dame-de-l'Espérance, deviendra la chapelle Sainte-Anne. Ce site constitue dès lors un castrum, c’est-à-dire un village fortifié, groupé autour du château. On observe un bâti serré autour du château et de l’église, sur la crête et le long des pentes à l’est et au nord surtout, à l’abri des remparts : les bàrri. Une seule source d'eau douce coule au pied du Suquet. Les activités du village sont l’agriculture (blé, olivier) et la pêche, strictement règlementée. Le dynamisme commercial est étroitement lié à l'activité portuaire et à la riche et commerçante ville de Grasse, qui y exporte ses tissus et ses cuirs.
En 1447, les habitants se constituent en commune libre pour échapper à l'emprise des abbés de Lérins. La construction de l'église Notre-Dame-de-l'Espérance est entreprise au XVIe siècle. Aux XVIIIe et XIXe siècles, des travaux d'assainissement et de voirie conduisent à la destruction d'une partie des remparts et de nombreuses maisons pour permettre le percement de la route d'Italie, l'actuelle rue Georges Clemenceau, et de la rue du Mont-Chevalier. À la fin du XIXe siècle, la population du Suquet s'enrichit de l'arrivée des immigrés italiens, principalement piémontais. Deux nouvelles artères sont ouvertes, encadrant le marché Forville récemment créé, les rues du docteur Pierre-Garzagnaire et Louis-Blanc. Le château, partiellement détruit, vendu comme bien national à la Révolution devient, en 1878, une manufacture de céramique « La faïencerie d’art du Mont-Chevalier ». En 1919, la commune de Cannes y installe le musée de la Castre.

## Le Suquet contemporain

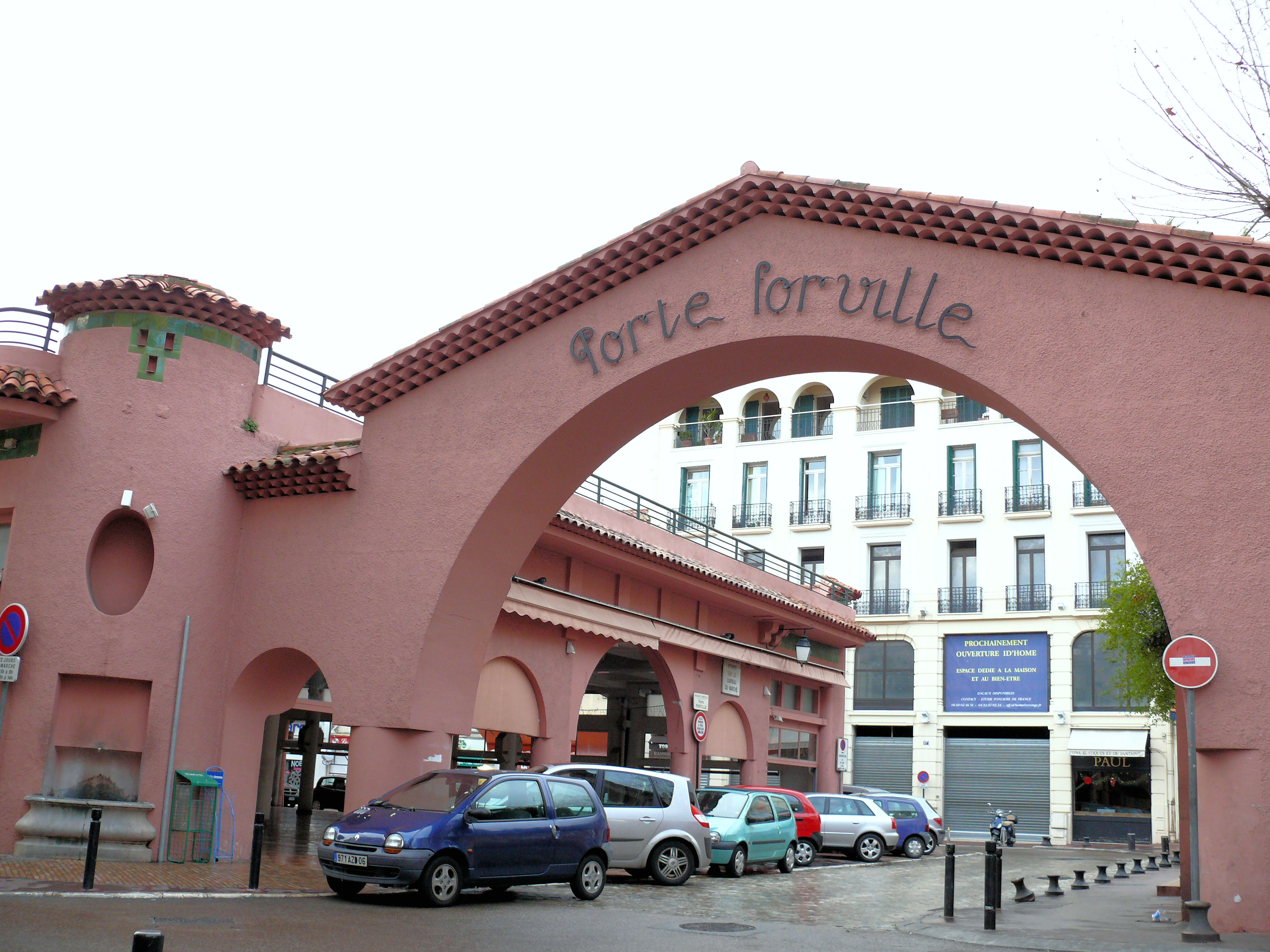
La porte du marché Forville.

La colline est enserrée entre le boulevard Victor-Tuby au nord, la rue du docteur Pierre-Gazagnaire à l'est et la boucle de la rue Georges Clemenceau au sud et à l'ouest. Au cœur du quartier, ses ruelles médiévales en pente serpentent autour de la citadelle. L'une de ses artères commerçantes, la rue Saint-Antoine, la rue des restaurants, dévale la colline depuis la rue du Suquet et débouche sur le quai Saint-Pierre et la promenade de la Pantiero où se trouve l'hôtel-de-ville de Cannes derrière lequel s'anime le marché Forville. La rue Forville mène à la chapelle de la Miséricorde puis au moulin Forville – musée Victor-Tuby. En direction opposée, la rue Meynadier, croisée par les rues Pierre-Gazagnaire et Louis-Blanc, se dirige à l'est vers le quartier de la Croisette. Un héliport est installé au pied du Suquet, à l'extrémité de la jetée du Large. Le parvis de l'église Notre-Dame-de-l'Espérance accueille les concerts estivaux des Nuits musicales du Suquet. Le musée de la Castre, installé au milieu des jardins de la forteresse dominés par la tour du Suquet, expose dans les salles de l'ancien château et de sa chapelle Sainte-Anne ses collections d'arts primitifs, d'antiquités méditerranéennes, de peintures de paysages et d’instruments de musique du monde.

## Aménagements
Des travaux de rénovation ont été réalisés sur les digues Laubeuf et du Large. Inaugurées le 9 juillet 2021, elles portent désormais le nom de jetée Joséphine Baker. Promenade piétonne de 400 mètres de long, elle réserve une vue panoramique sur la baie de Cannes.

## Protection du patrimoine
La tour du Suquet, la chapelle Sainte-Anne et l'église Notre-Dame-de-l'Espérance, situés sur la place de la Castre, au sommet de la colline du Suquet, sont classées au titre des monuments historiques par arrêté du 28 juillet 1937.

## Iconographie

Le Suquet aujourd'hui
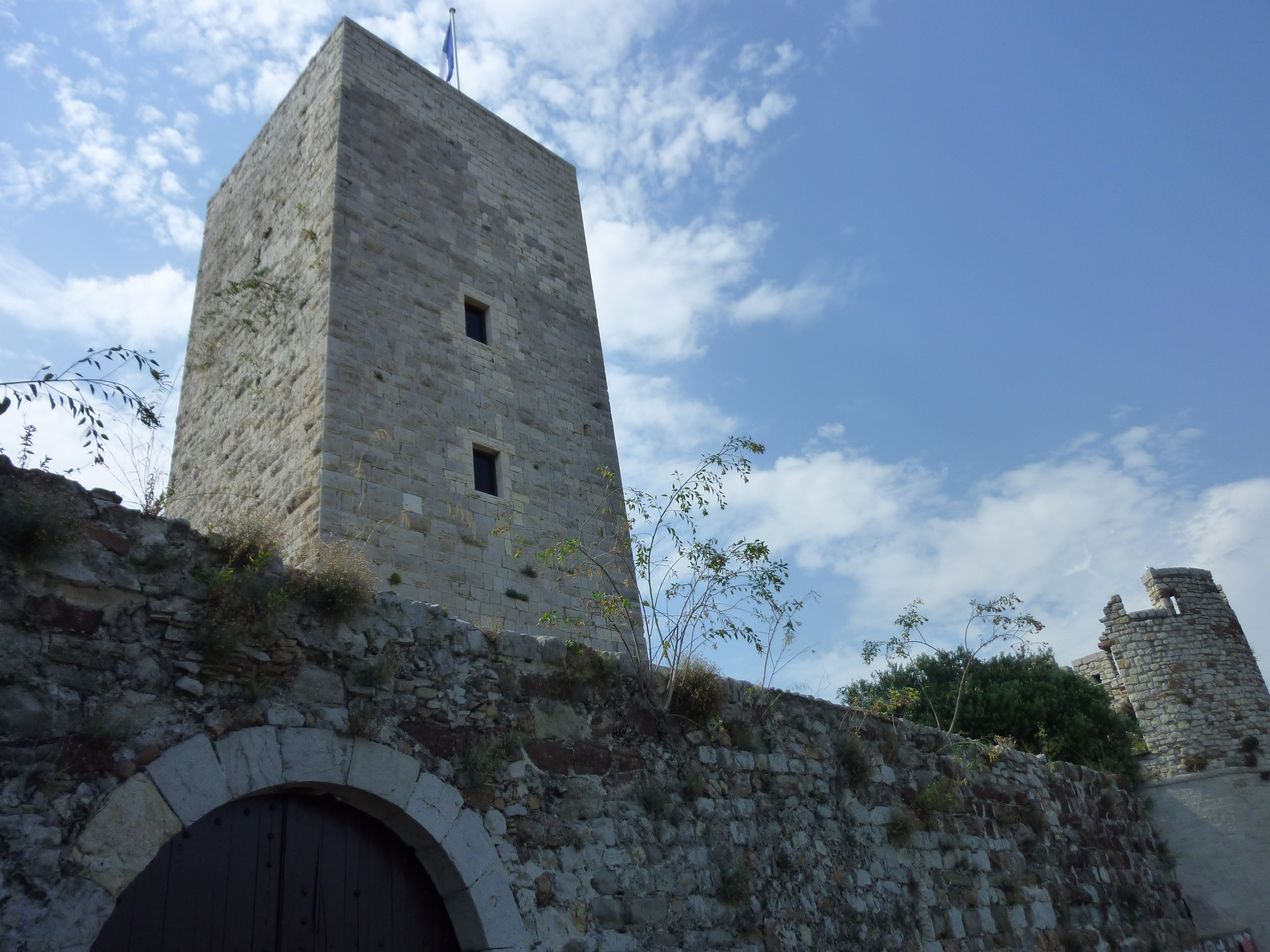
La tour du Suquet au sommet de la colline, offrant une vue panoramique sur la mer, la ville et l'arrière-pays.
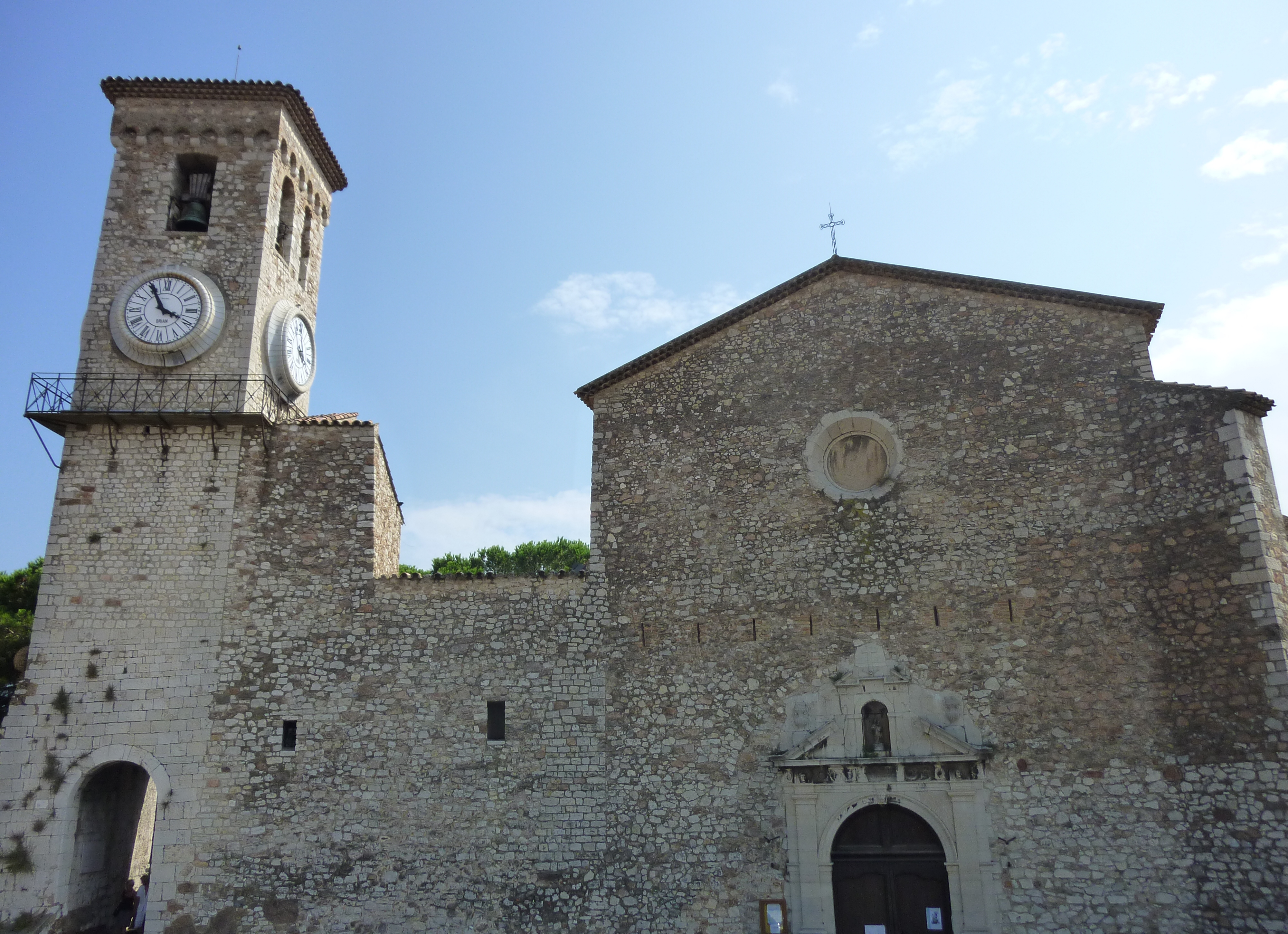
La façade et le clocher de l'église Notre-Dame-de-l'Espérance à l'avant de l'esplanade de la citadelle.
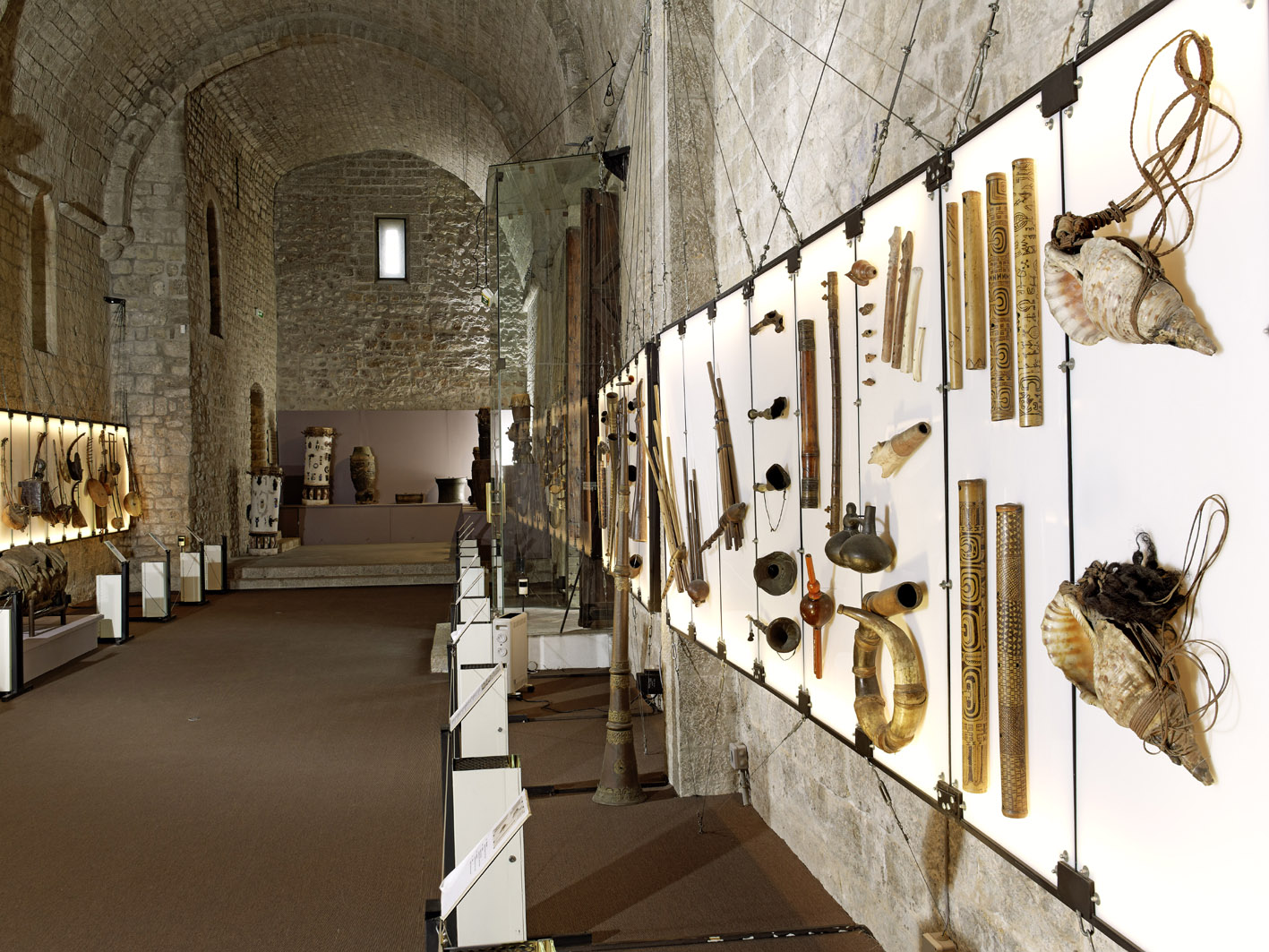
La chapelle Sainte-Anne accueille la collection d'instruments de musique du monde du musée de la Castre.
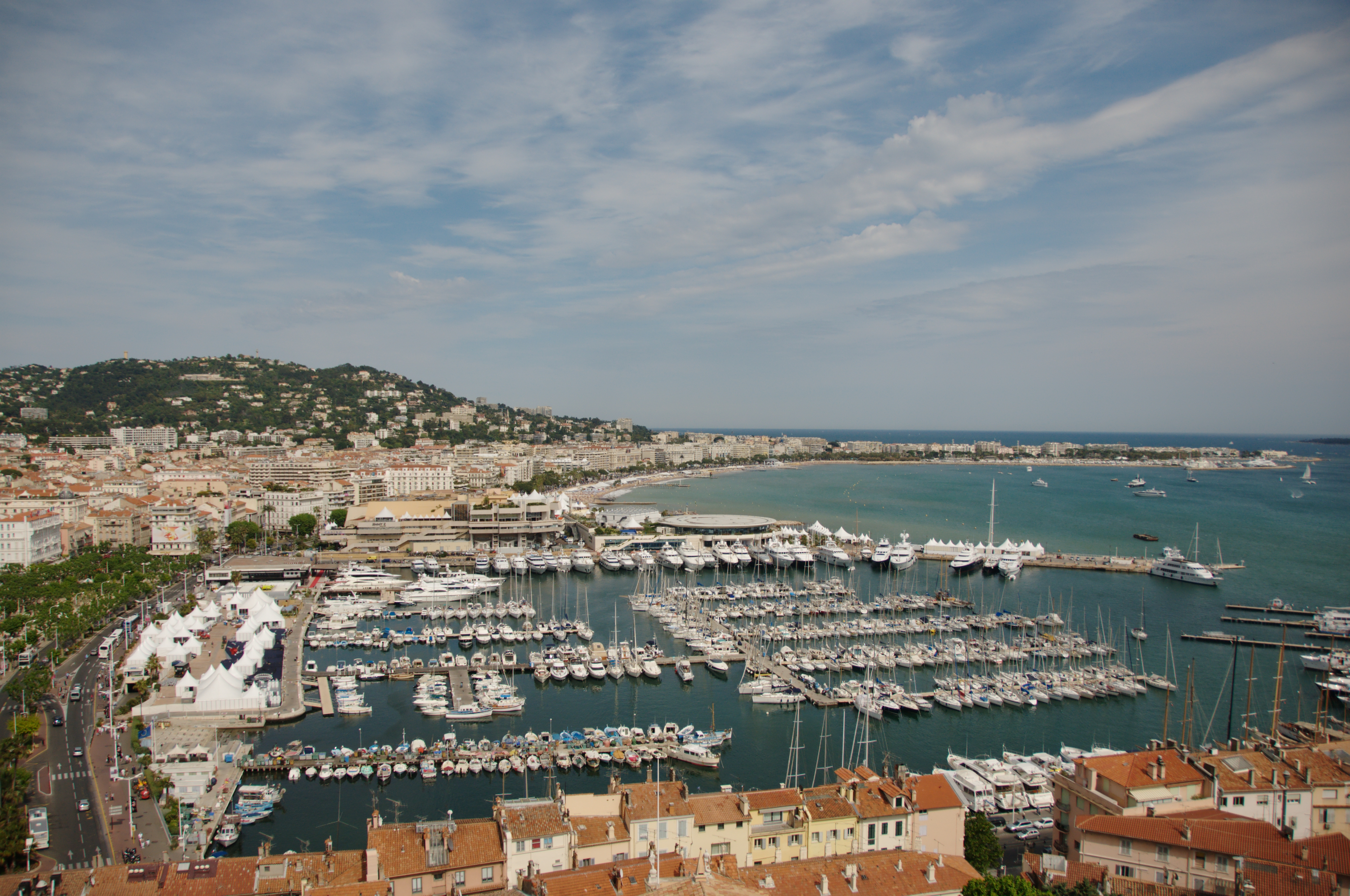
Vue sur la baie de Cannes depuis le Suquet.
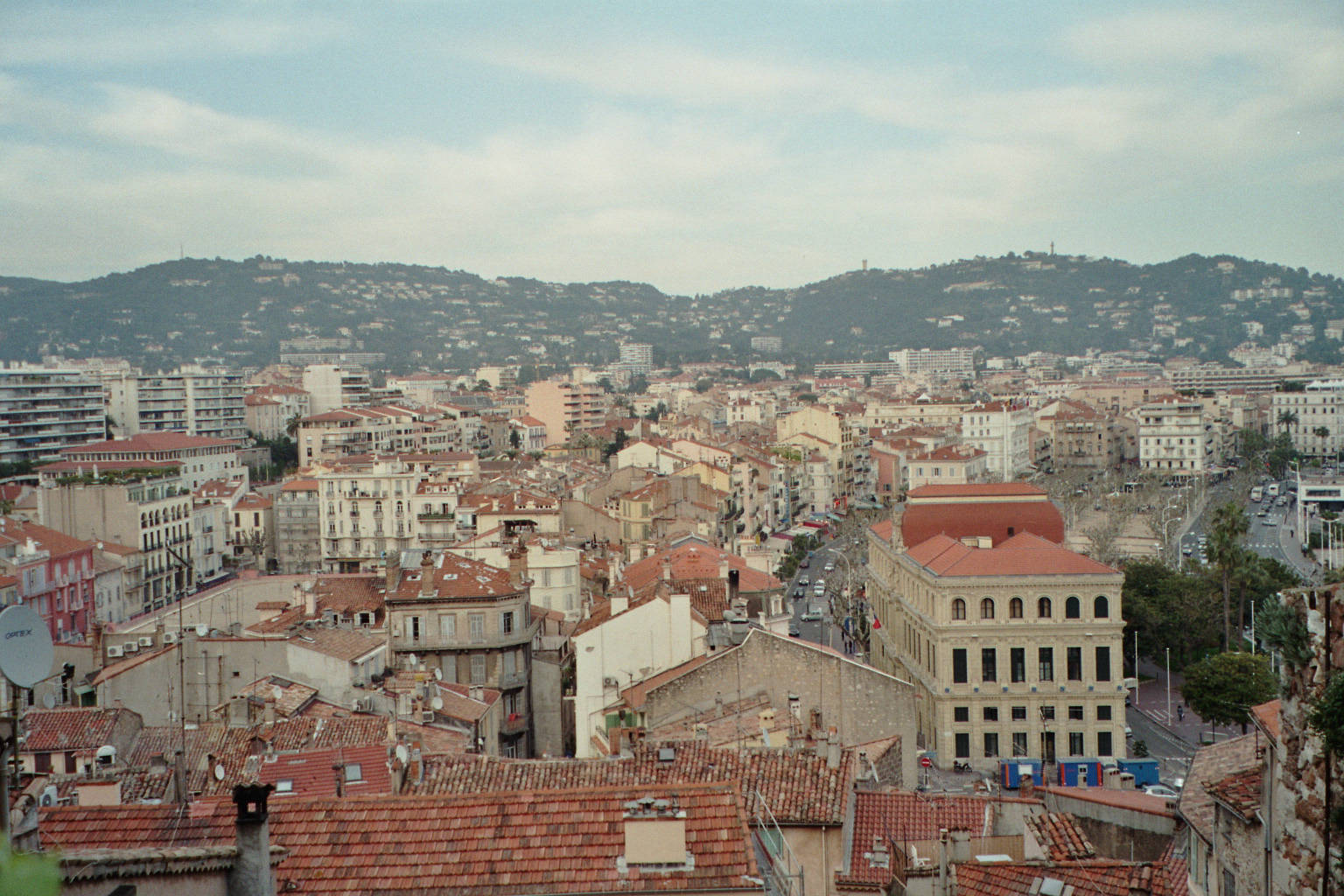
Vue sur l'hôtel-de-ville, la promenade de la Pantiero et les collines à l'est depuis le Suquet.
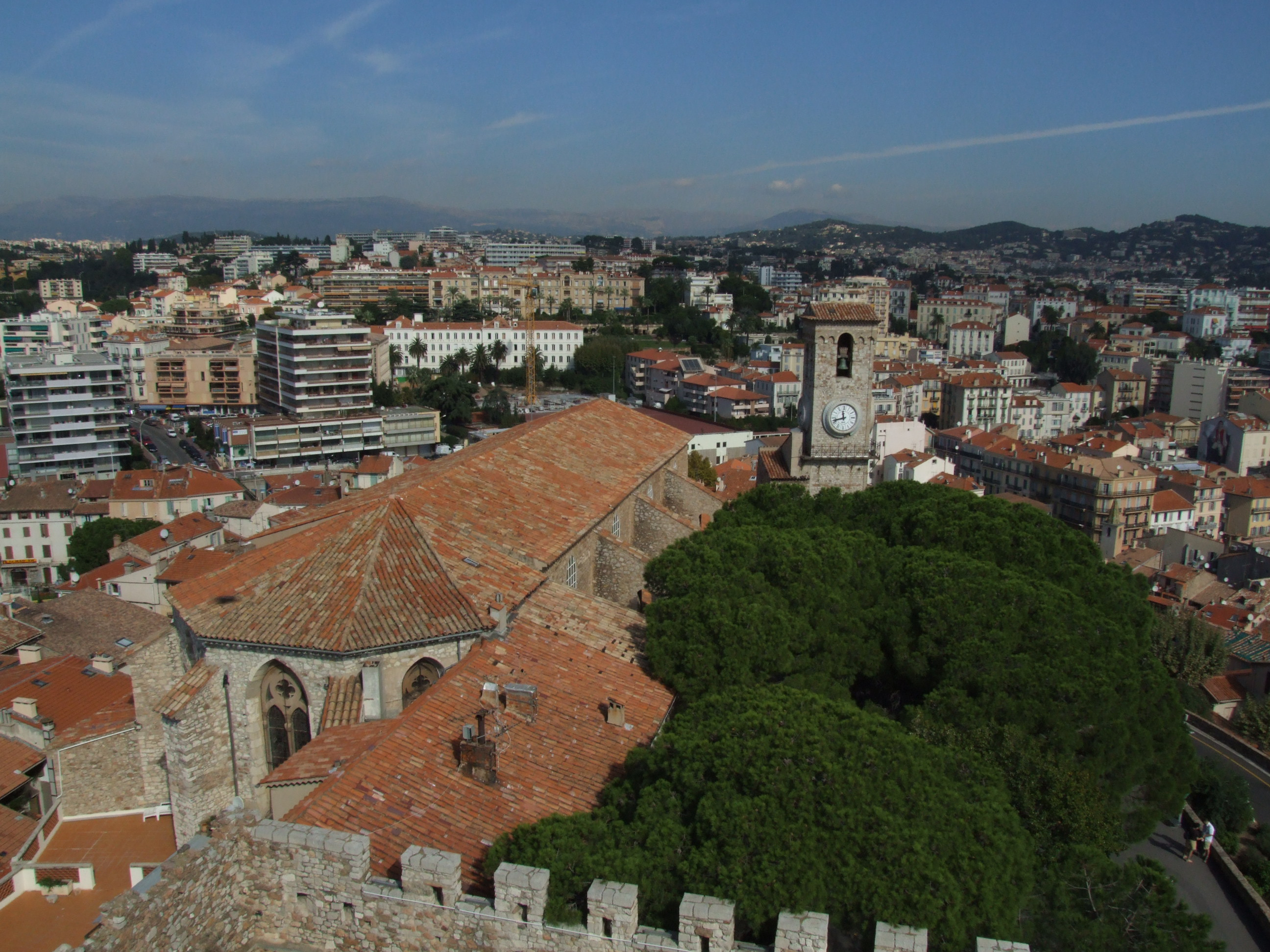
Vue sur Cannes et l'arrière-pays au nord depuis la tour du Suquet avec au premier plan l'église Notre-Dame-de-l'Espérance.

Le Suquet vu par les artistes au fil du temps
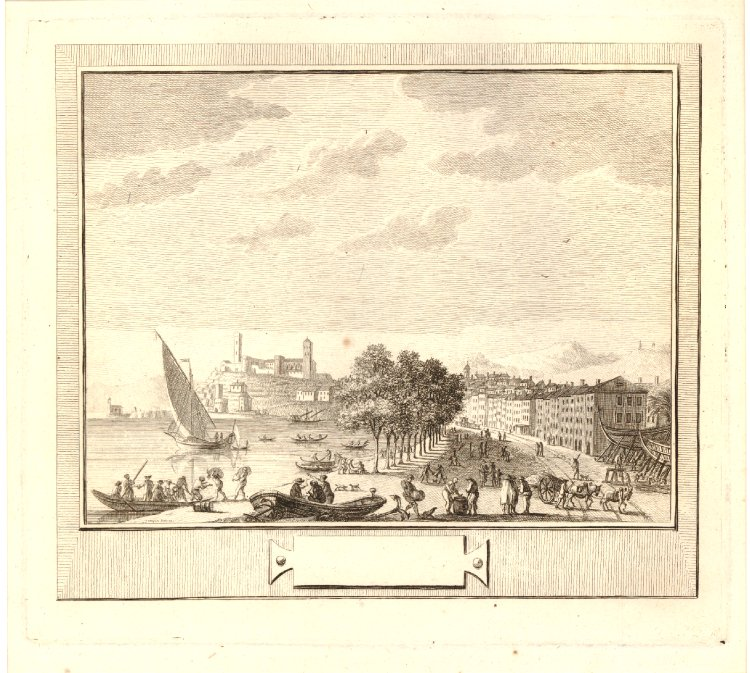
Vue du port de Cannes avec le Suquet en arrière-plan, Charles-Michel Campion, eau-forte, 1772
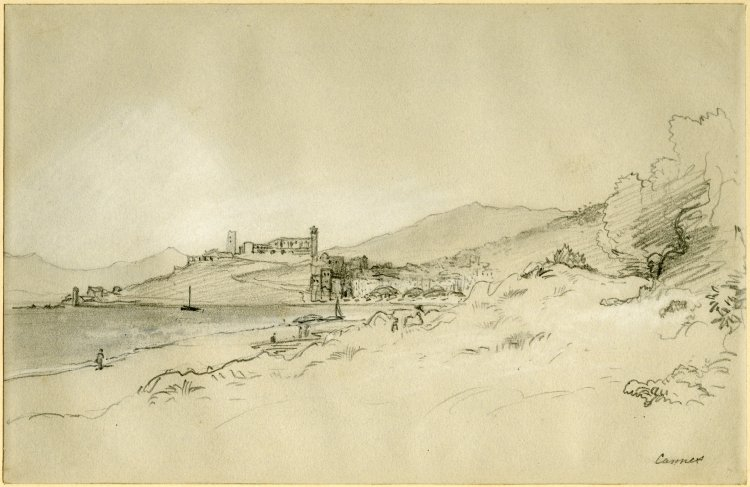
Vue de Cannes avec le Suquet dans le lointain, Augustus Wall Callcott, graphite sur papier couleur crème, autour de 1820
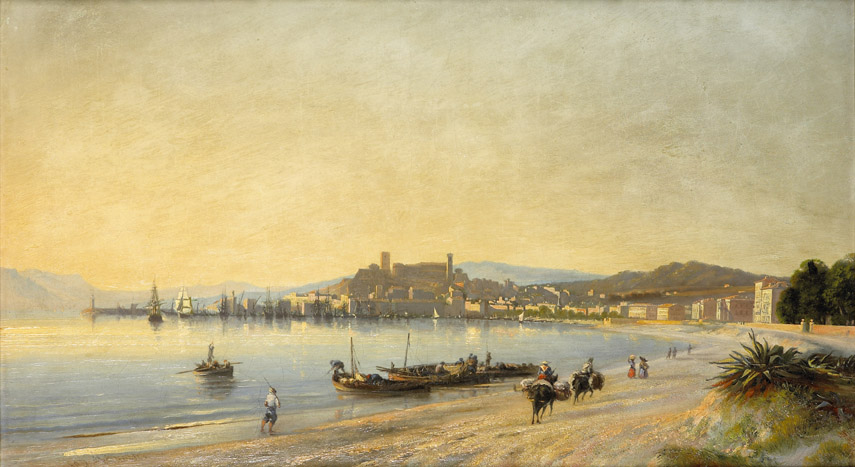
Vue du Suquet, Adolphe Fioupou, veduta, 1860.
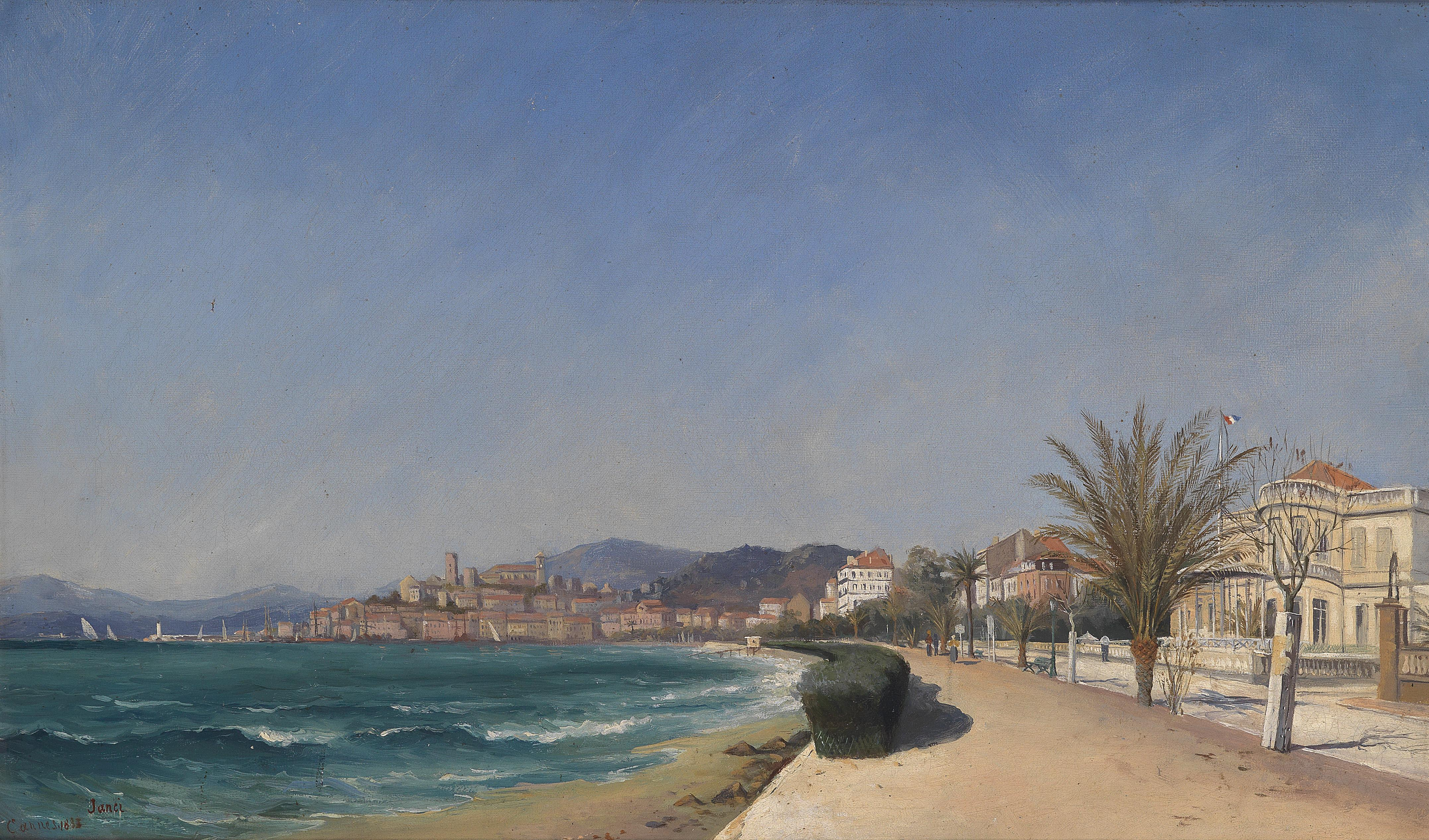
Vue sur la promenade à Cannes avec le Suquet dans le lointain, Janci, huile sur toile, 1883.
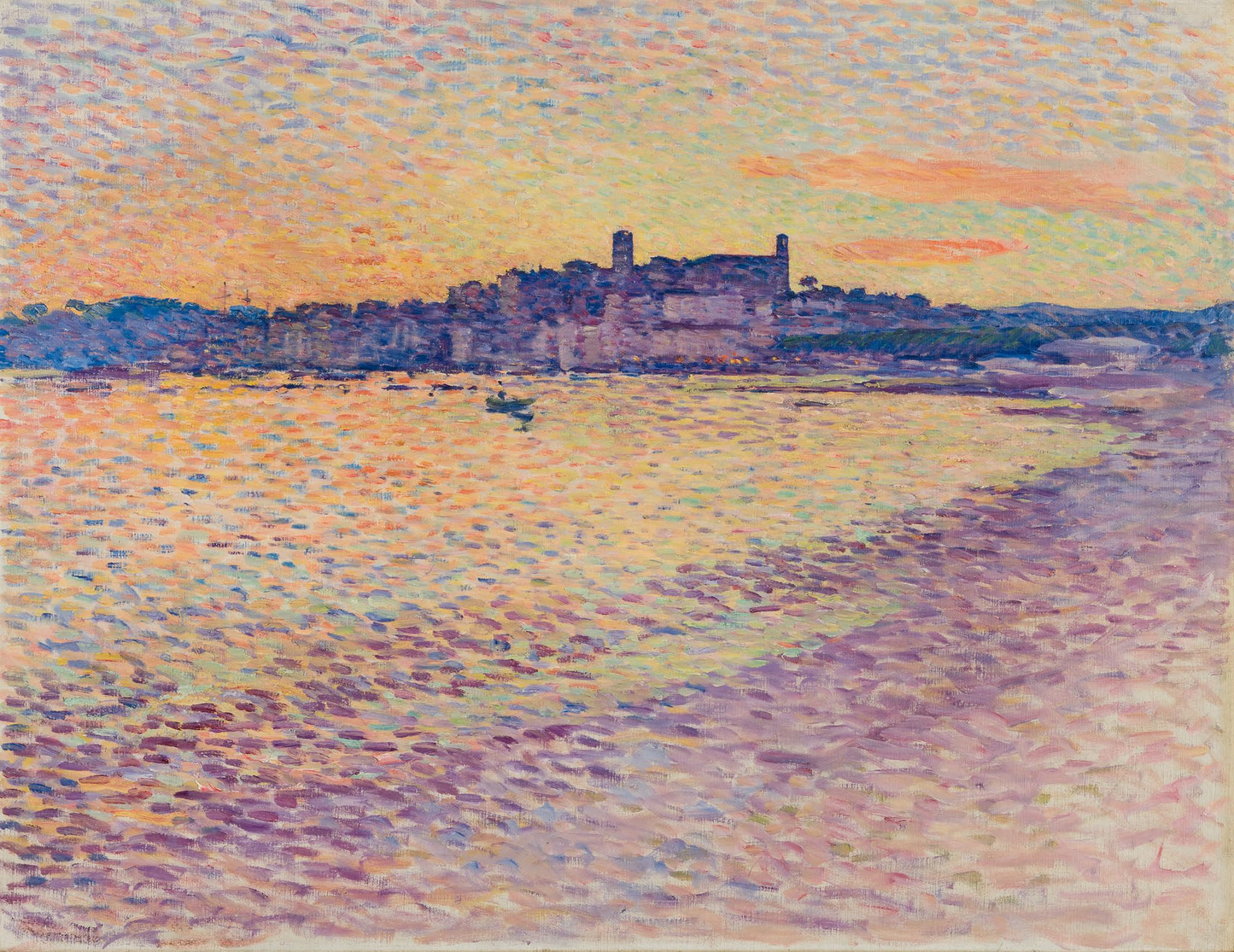
Vue du Suquet, Louis Rheiner, huile sur toile, vers 1900
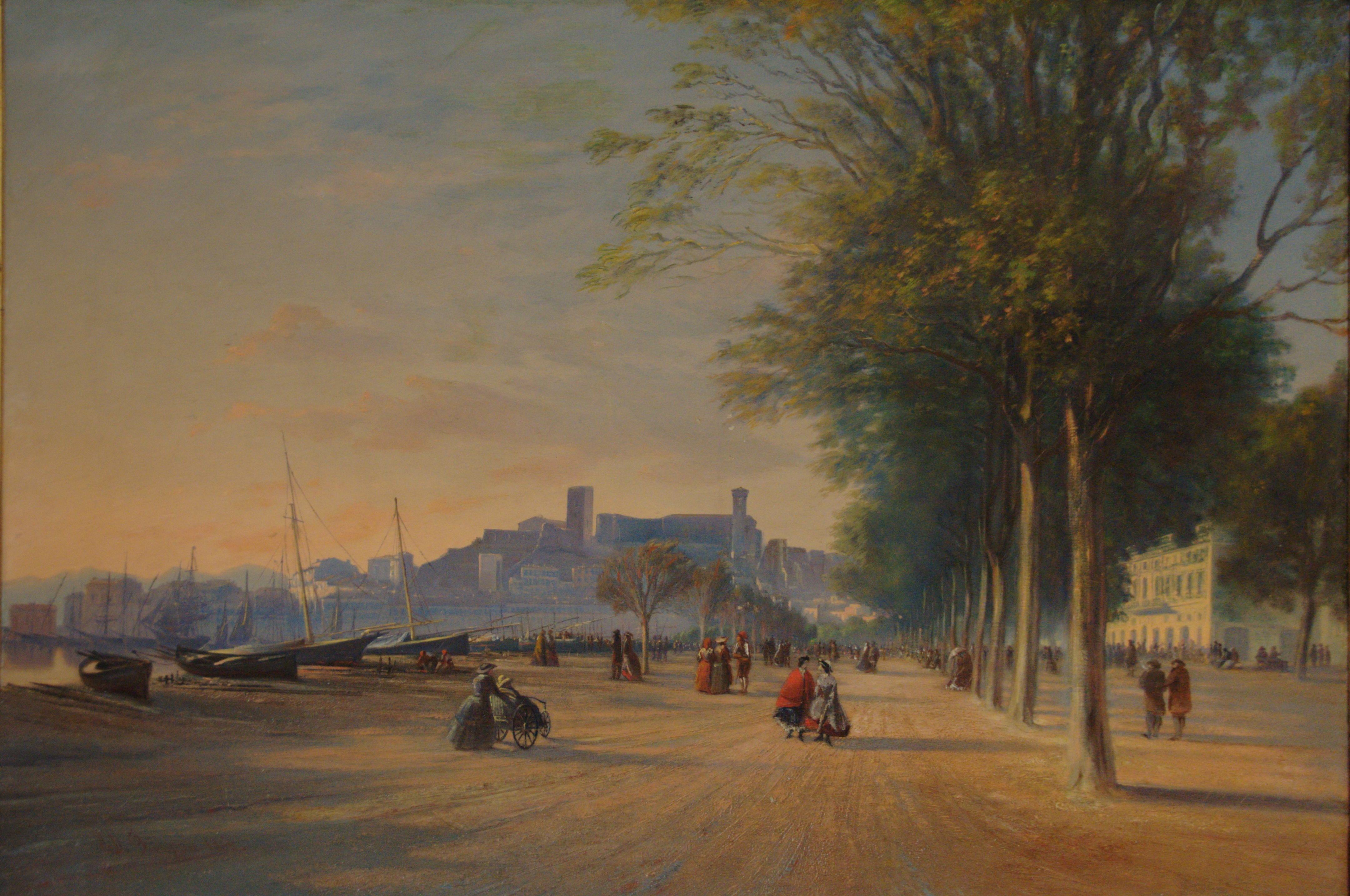
Le Suquet vu de La Croisette, Félix Pille, veduta, 1906.

Vues du Mont-Chevalier, série de photochromes fin de siècle
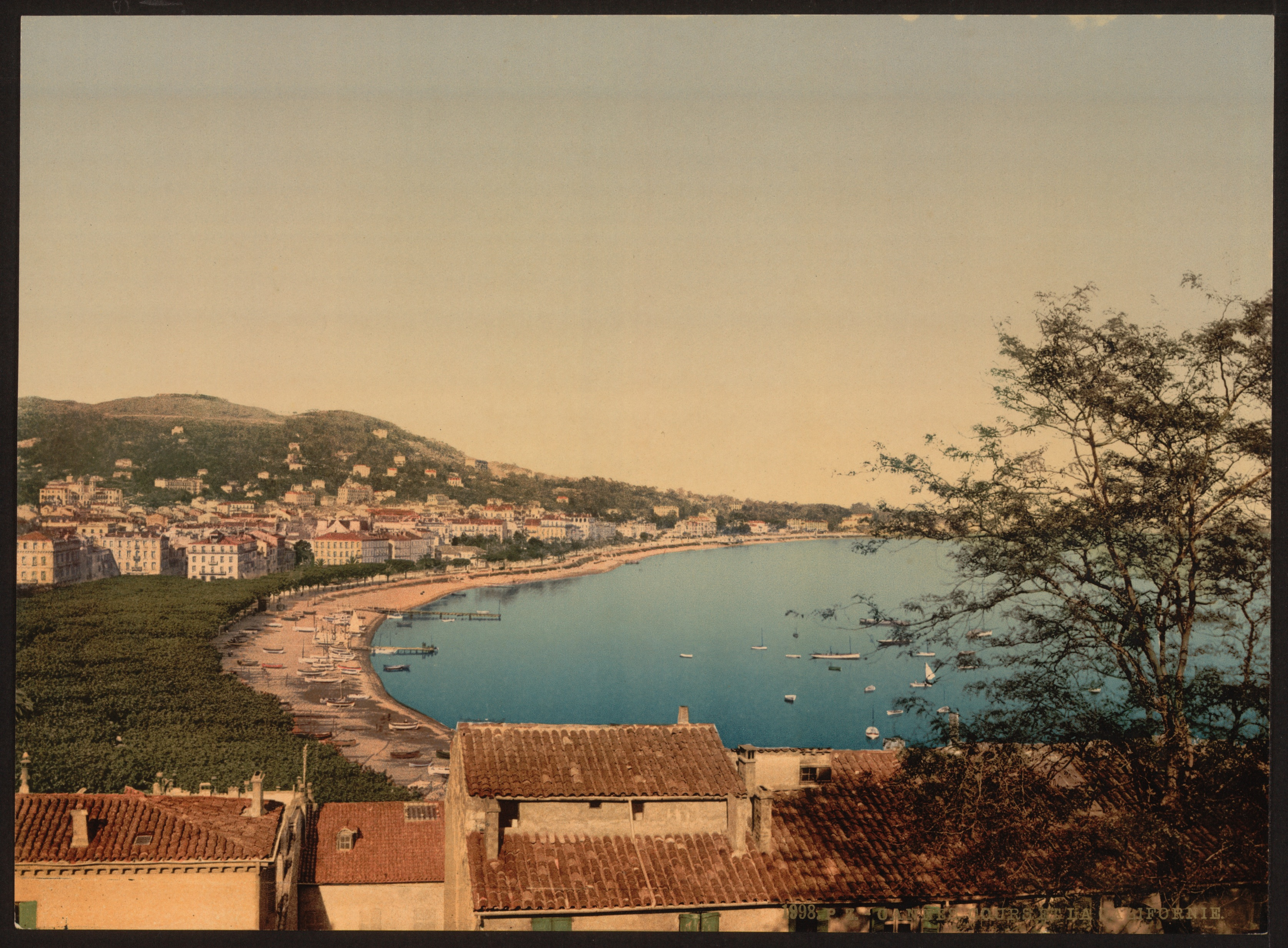
Vue de la baie de Cannes depuis le Mont-Chevalier, photochrome, 1890
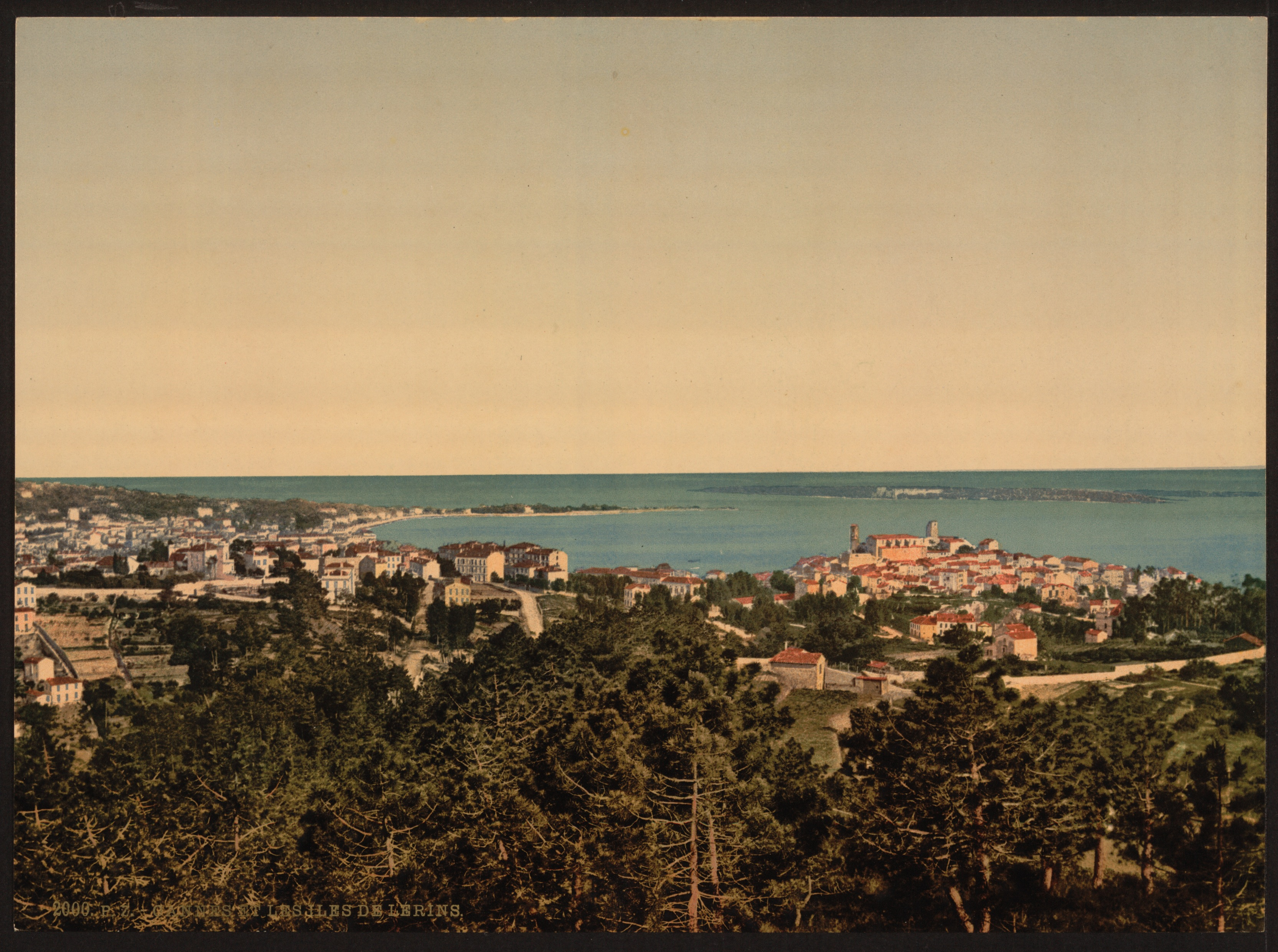
Vue du Suquet et de la baie de Cannes depuis les collines avec les îles de Lérins au large, photochrome, même époque.
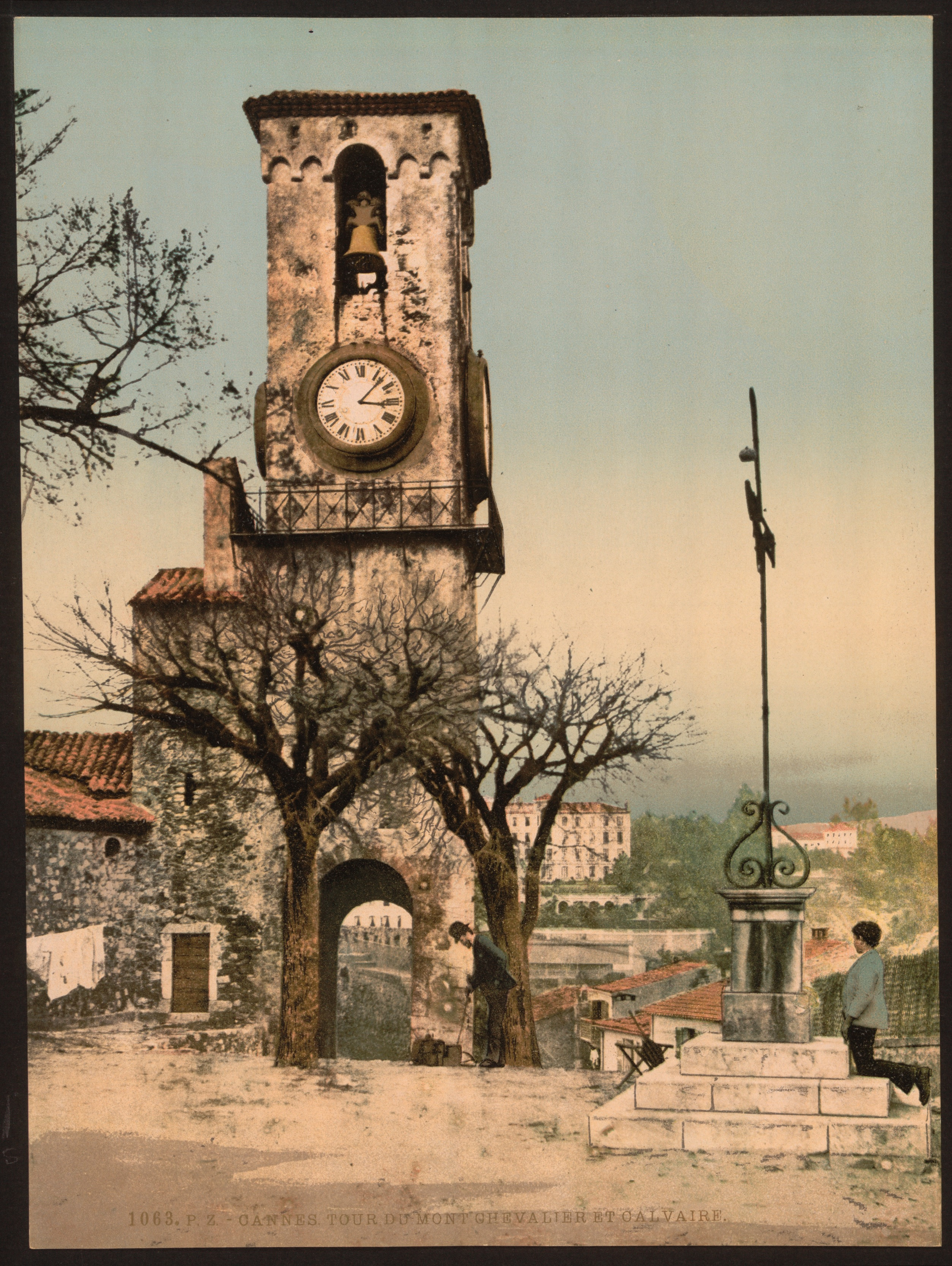
Le clocher de Notre-Dame de l'Espérance, photochrome, même époque
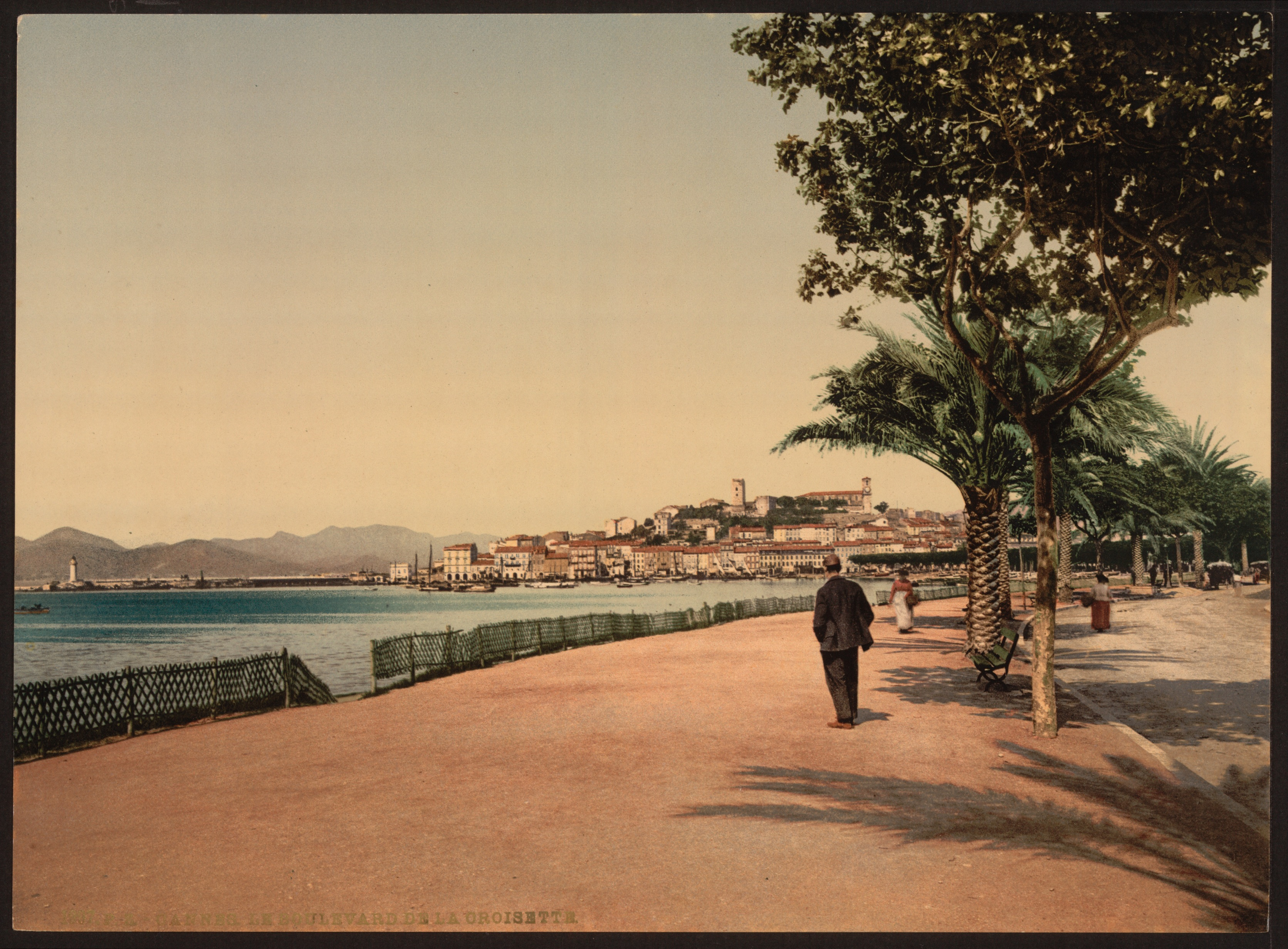
Vue du Suquet depuis La Croisette, photochrome, même époque.
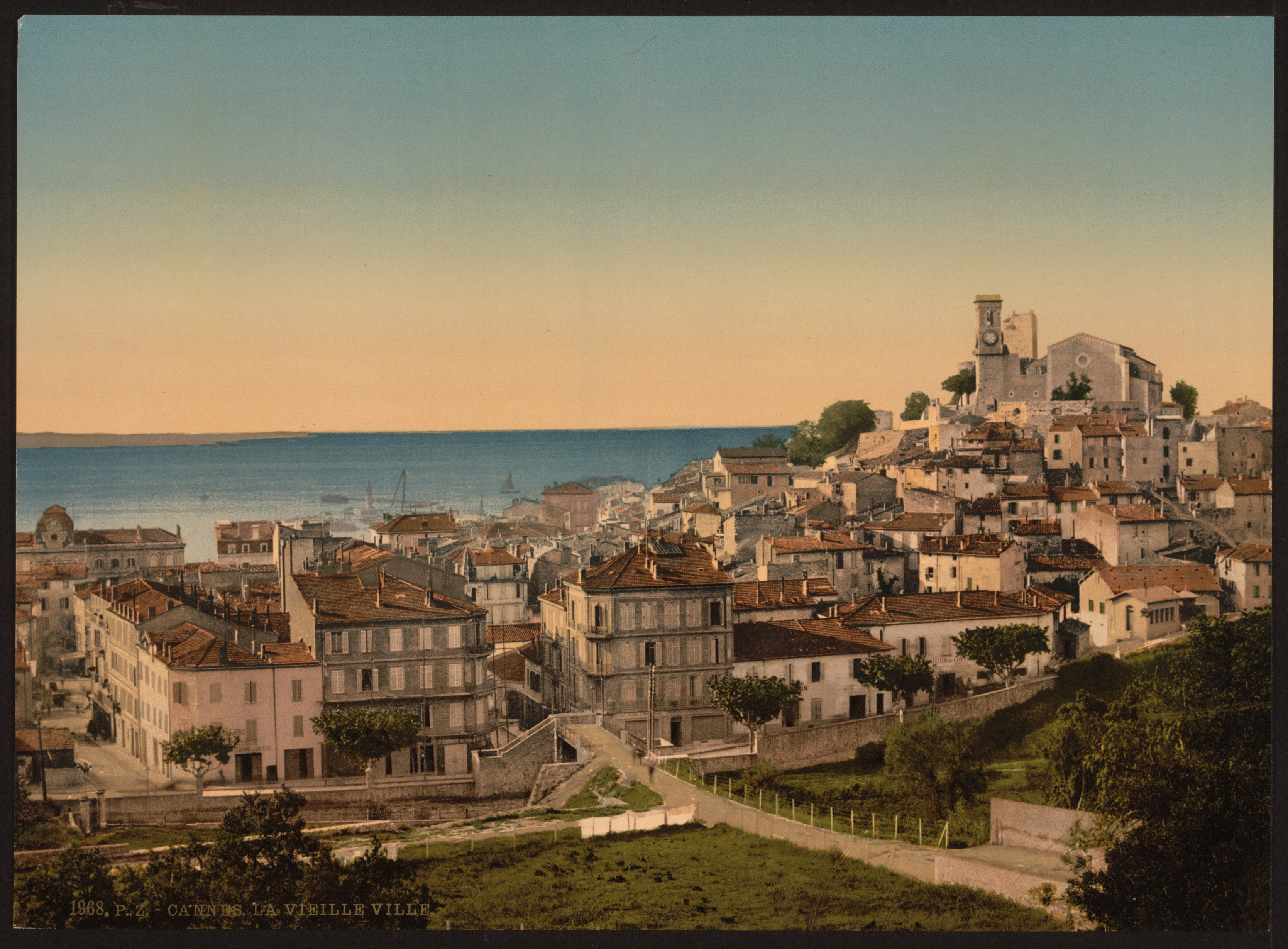
Vue du Suquet depuis les collines au nord, photochrome, 1908.

Vues du Suquet, photographies noir et blanc fin de siècle
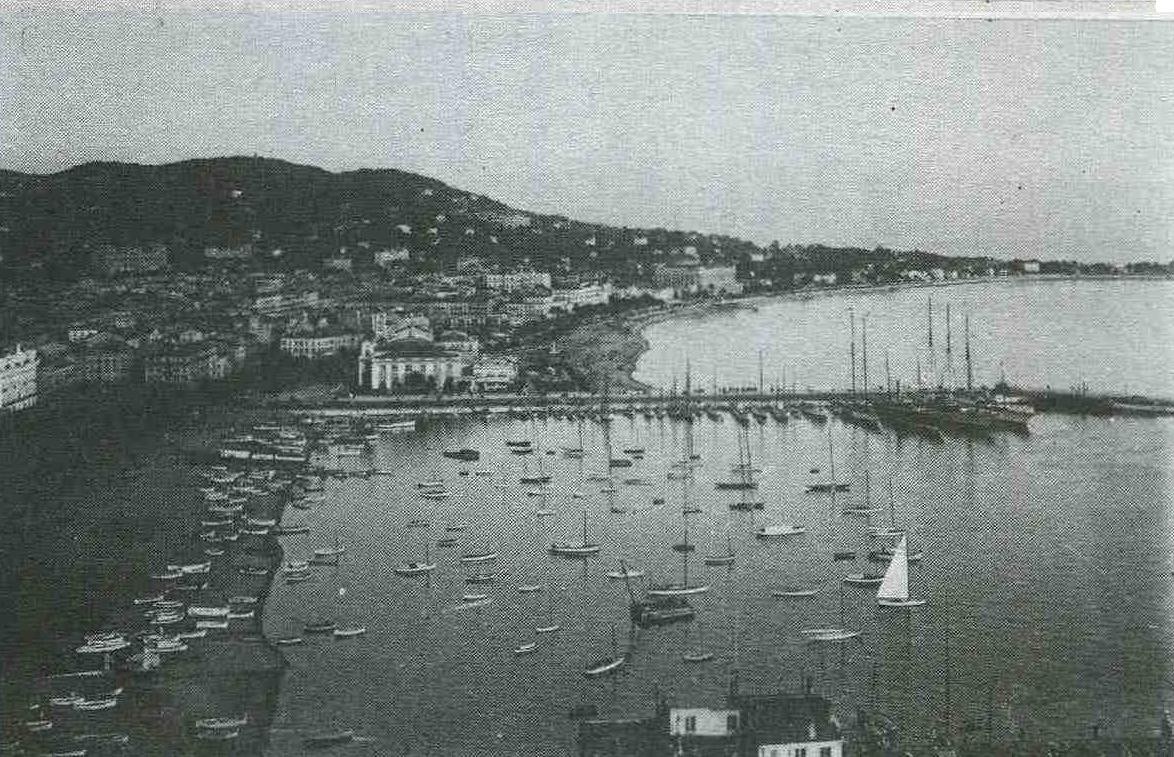
Vue du Vieux-Port depuis le Suquet, photographie, 1922.